# كايوان تونغباو
كايوان تونغباو ( (بالصينية التقليدية: 開元通寶؛ بالصينية المبسطة: 开元通宝؛ البينيين: kāiyuán tōng bǎo؛ بالترجمة الحرفية 'Circulating treasure from the inauguration of a new epoch') جديد، والذي يُكتب أحيانًا بالرومانية باسم كاي يوان تونغ باو أو باستخدام تهجئة ويد جيلز القديمة كاي يوان تونغ باو، كانت عملة نقدية من عهد أسرة تانغ إنتجت من عام 621 في عهد الإمبراطور غاوزو وظلت قيد الإنتاج لمعظم عهد أسرة تانغ حتى عام 907. كانت كاي يوان تونغ باو أول عملة نقدية تستخدم نقش تونغ باو (通寶) وعنوان عصر بدلاً من وجود نقش يعتمد على وزن العملة كما كانت الحال مع بان ليانغ وو تشو والعديد من الأنواع السابقة الأخرى من العملات النقدية الصينية. ألهمت الخط والنقش على عملة كايوان تونغباو العملات النقدية اللاحقة في آسيا الوسطى واليابان والكورية وريوكيوان والفيتنامية وأصبحت هي المعيار حتى سكت آخر عملة نقدية تستخدم النقش "通寶" حتى أوائل الأربعينيات من القرن العشرين في الهند الصينية الفرنسية.
كما مثلت عملة كايوان تونغباو أيضًا تغييرًا كبيرًا في كيفية تداول الأموال في الإمبراطورية الصينية، ففي حين كانت العملات النقدية تُقدر قيمتها في السابق بناءً على أوزانها، فسيتم الآن تقييمها بناءً على اللوائح الحكومية.
بعد سقوط أسرة تانغ، استمرت عملات كايوان تونغباو في الإنتاج من قبل دول مختلفة في فترة الأسر الخمس والممالك العشر.
خلال عهد أسرة مينغ، والسلالات اللاحقة، أصبحت عملة كايوان تونغباو العملة النقدية الأكثر أهمية التي استخدمت في الطب الصيني التقليدي.

## التصنيع

### عملات الأم الشمعية
في عهد أسرتي سوي وتانغ، وصلت العملات الأصلية إلى شكلها النهائي، وصُنعت في قوالب محفورة على عملات قديمة. ومع ذلك، خلال تلك الفترة نفسها، استُخدمت تقنية صب تُسمى "طريقة الشمع المفقود" لصب عملات كايوان تونغباو النقدية. في هذه الطريقة، صُنعت العملات الأصلية من الشمع بدلًا من المعدن. وقد أُنتجت هذه العملات الأصلية بكميات كبيرة نظرًا لرخص ثمنها. فعلى عكس العملات الأصلية المعدنية، كانت هذه العملات الأصلية الشمعية تبقى في قوالب الطين، وعند تسخين القالب كانت تذوب تاركةً تجويفًا يصب فيه المعدن المنصهر لتشكيل العملات. استُخدمت هذه التقنية أيضًا في صب قطع برونزية أخرى، إلا أنها اقتصرت على صب العملات خلال أسرتي سوي وتانغ، وقد أشار توقفها المفاجئ إلى أنها ربما كانت غير فعالة لإنتاج كميات كبيرة من القطع الصغيرة مثل العملات.

### قوالب الطين
العينة الأصلية الوحيدة المعروفة في العالم لقالب طيني من فترة أسرة تانغ ( (بالصينية التقليدية: 錢陶範؛ بالصينية المبسطة: 钱陶范؛ البينيين: Qián táo fàn)) الذي كان يستخدم في صب عملات Kaiyuan Tongbao النقدية في Shutang، مقاطعة Wangcheng Changsha Hunan في 17 أغسطس 1992 بواسطة السيد Ceng Jingyi ( (بالصينية التقليدية: 曾敬儀؛ بالصينية المبسطة: 曾敬仪؛ البينيين: Céng Jìngyí) )، وهو مدرس متقاعد وجامع عملات. يُصنف قالب الطين Kaiyuan Tongbao على أنه "كنز وطني" صيني ( (بالصينية التقليدية: 國寶級؛ بالصينية المبسطة: 国宝级؛ البينيين: Guóbǎo jí)).
حتى اكتشاف هذا القالب الطيني في عام 1992، لم يكن معروفًا وجود قوالب لصب عملات سلالة تانغ. وقد جعل اكتشاف هذا القالب الطيني من غير الواضح ما هي العملية التي استخدمت بالفعل في صب عملات كايوان تونغباو النقدية.
في حين أن عملات كايوان تونغباو النقدية ربما صبت بالطريقة التقليدية من قوالب مصنوعة من الطين أو الحجر أو البرونز كما كانت الحال منذ فترة الدول المتحاربة، كان يُعتقد أن العملات النقدية خلال هذه الفترة كانت تُصب في الرمال باستخدام "عملات الأم" (母錢) لعمل الانطباعات التي ستنتج العملات النقدية المتداولة منها لاحقًا. ومع اكتشاف قالب الطين الفريد هذا، فقد تأكد الآن على أن قوالب الطين كانت لا تزال تستخدم من قبل دور سك العملة لصب العملات النقدية خلال فترة أسرة تانغ.
عرض قالب الطين الفريد من نوعه Kaiyuan Tongbao في "معرض العملات الصينية القديمة" ((بالصينية التقليدية: 中國歷代錢幣展؛ بالصينية المبسطة: 中国历代钱币展؛ البينيين: Zhōngguó lìdài qiánbì zhǎn)) الذي أقيم في منتزه أويانغ شون الثقافي ((بالصينية التقليدية: 歐陽詢文化園؛ بالصينية المبسطة: 欧阳询文化园؛ البينيين: Ōuyáng xún wénhuà yuán)) يقع في Shutang ((بالصينية التقليدية: 書堂؛ بالصينية المبسطة: 书堂؛ البينيين: Shū táng) ).

## التاريخ
في عهد أسرة تانغ، ظلت عملات وو تشو السابقة لسلالة سوي هي العملة القياسية، ولكن خلال السنة الرابعة من فترة وو دي (武德) (أو 621 من التقويم الغريغوري) أصدر الإمبراطور جاوزو مرسومًا يقضي بأن تُصب عملة كايوان تونغباو بوزن قياسي صارم يبلغ ليانغ (兩). أثبت تقديم هذه السلسلة الجديدة من العملات النقدية أهمية تاريخية في التاريخ النقدي للصين حيث بدأت العملة الجديدة نظام "عملات باووين" (جنبًا إلى جنب مع عملات بان ليانغ النقدية التي قدمت خلال فترة تشين وعملات وو تشو النقدية التي قدمت خلال فترة هان، مما يجعلها أنظمة العملات الرئيسية الثلاثة في التاريخ النقدي للصين)، والتي أثرت على نظام العملات الصينية لأكثر من ألف عام. كما غيرت كايوان تونغباو طريقة تقييم العملات النقدية، حيث كانت تعتمد في السابق على وزنها ولكن بدءًا من كايوان تونغباو، ستحدد قيمة العملة النقدية من خلال التنظيم الحكومي. أنشأت حكومة أسرة تانغ في البداية مكتب سك النقود، الذي كان يدير دور سك النقود في 14 موقعًا.

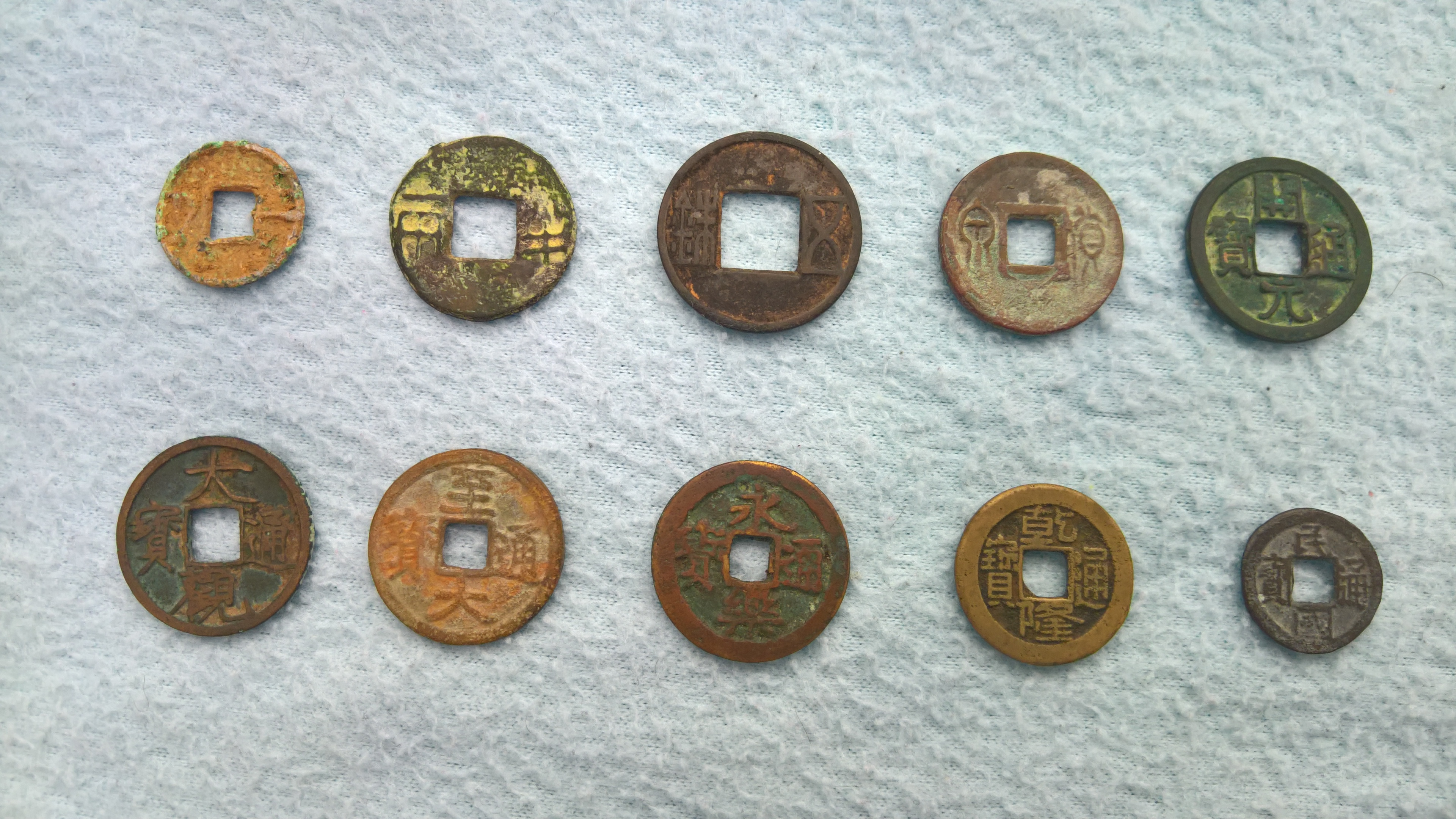
لقد وضعت عملة كايوان تونغباو المعيار للألف سنة التالية من العملات الصينية المصبوبة حتى بداية جمهورية الصين.

على عكس العملات النقدية الصينية السابقة التي كانت أساطيرها تعتمد على وزنها، كانت كايوان تونغباو أول عملة نقدية صينية تستخدم نقش تونغ باو (通寶) وألهمت في نفس الوقت نقش يوان باو (元寶). والسبب في أن كايوان تونغباو ألهمت أيضًا أسطورة يوان باو هو أن الشعب الصيني نفسه واجه صعوبة في معرفة الترتيب الصحيح للأحرف، حيث يُقرأ النقش بما يشار إليه باسم "الترتيب القياسي" (أعلى أسفل يمين يسار) قرأه بعض الأشخاص عن طريق الخطأ بالترتيب الخاطئ لأنهم افترضوا أن النقش يُقرأ في اتجاه عقارب الساعة باسم كايتونغ يوان باو (開通元寶)، وكان هذا أيضًا لأنه بدلاً من جعل الحرفين الأولين يهجئان عنوان الفترة (الذي كان وو دي عندما قدم كايوان تونغباو)، كان لديهم نقش مختلف. مع ذلك، ألهم هذا الخطأ في تفسير الأسطورة، المتمرد الصيني الشمالي الغربي شي سيمينغ، لصك عملات نقدية تحمل نقش "شونتيان يوانباو" (順天元寶، شون تيان يوان باو). صدرت هذه العملات لأول مرة في لويانغ عام 759، إلا أنها تحمل نقشًا باتجاه عقارب الساعة. ومن المصطلحات الأخرى التي استُخدمت للدلالة على "نوع العملة" في نقوش العملات الصينية، مصطلح "زونغ باو" (重寶)، والذي يُمكن ترجمته إلى "العملة الثقيلة". كانت أول عملة نقدية تحمل هذا النقش هي تشيان يوان تشونغباو (乾元重寶) التي إنتجت لأول مرة في عام 759. واستمر استخدام مصطلحي يوان باو (元寶) وزونغ باو (重寶) اللذان تأسسا خلال فترة 138 عامًا من عهد أسرة تانغ على العملات الصينية حتى نهاية عهد أسرة تشينغ في عام 1911. بينما استخدم مصطلح تونغ باو (通寶) لفترة أطول مع آخر عملة نقدية صينية، مينغو تونغباو (民國通寶) التي إنتجت في دونغتشوان، يونان خلال فترة جمهورية الصين المبكرة.
كان هناك فرق مهم آخر بين نقش كايوان تونغباو والعملات النقدية الصينية السابقة وهو أنه لم يُكتب بخط الختم بل بالخط الكتابي البسيط. طلب الإمبراطور من أحد أشهر الخطاطين الصينيين، أويانغ شون، تدوين أسطورة العملة النقدية. كانت هذه أيضًا المرة الأولى في تاريخ الصين التي يكتب فيها خطاط مشهور الأحرف لعملة نقدية صينية. كان سك العملة واستخراج النحاس خاضعين لسيطرة مركزية، وكان الصب الخاص يُعاقب عليه بالإعدام. ولأول مرة نجد لوائح تحدد سبيكة العملة المقررة: 83% نحاس، و15% رصاص، و2% قصدير. في السابق، يبدو أن النسب المئوية المستخدمة كانت على أساس مخصص. تُظهر التحليلات الفعلية كمية نحاس أقل من هذا.
كان الوزن القياسي لعملة كايوان تونغباو 1 صولجان، ولكن الشيء الملحوظ بشأن العملات النقدية في عهد أسرة تانغ هو أنه للمرة الأولى والوحيدة في التاريخ النقدي للصين، أصبحت العملات أكبر حجمًا وأثقل وزنًا أثناء حكم الأسرة.
يذكر كتاب تانغ الجديد أن الحكومة الإمبراطورية حددت نسبة السبائك لعملات كايوان تونغباو النقدية عند تقديمها عند 21200 جين من النحاس و3700 جين من القصدير و500 جين من القصدير الأسود (ما يعادل 83٪ نحاس و17٪ رصاص + قصدير) لكل سكة.  في البداية، إنشئت دور سك العملة في لويانغ في خنان، وأيضًا في بكين وتشنغدو وبينغزهو (تاييوان في شانشي)، ثم غويلين في قوانغشي. كما مُنحت حقوق سك العملة أيضًا لبعض الأمراء والمسؤولين. بحلول عام 660، أصبح تدهور العملات المعدنية بسبب التزوير مشكلة. أعيد تأكيد اللوائح في عام 718، وقمعت عمليات التزوير. في عام 737، تعين أول مفوض مسؤول بشكل عام عن الصب. كان الفرن الذي أنتج 3.3 مليون عملة كايوان تونغباو سنويًا خلال فترة تيان باو بين عامي 713 و756 يحتاج إلى 21220 جين من النحاس، و3709 جين من القصدير، و540 جين لكل تنظيم من الرصاص، وكان متوسط هدره 23.5 %. كانت عملات كايوان تونغباو النقدية المنتجة خلال فترة تيان باو مصنوعة من سبيكة نحاسية محددة رسميًا، إلا أن بعض عملات كايوان من هذه الفترة كانت زرقاء أو بيضاء، ومن المحتمل أنه استخدمت سبائك أخرى أيضًا. في عام 739، تسجلت عشر دور سك، بإجمالي 89 فرنًا تصب حوالي 327000 سلسلة من النقود سنويًا. كانت هناك حاجة إلى 123 ليانغ من المعدن لإنتاج سلسلة من العملات المعدنية تزن 100 ليانغ. في أواخر أربعينيات القرن الثامن عشر، توظف الحرفيين المهرة للصب، بدلاً من الفلاحين المجندين. وعلى الرغم من هذه الإجراءات، استمرت العملات في التدهور. في عام 808، إعلن حظر على تخزين العملات المعدنية. تكرر هذا في عام 817. بغض النظر عن رتبة الشخص، لم يكن بإمكانه الاحتفاظ بأكثر من 5000 سلسلة من النقود. كان لا بد من إنفاق أرصدة النقد التي تتجاوز هذا المبلغ في غضون شهرين لشراء السلع. كانت هذه محاولة للتعويض عن نقص النقد المتداول. بحلول عام 834، انخفض إنتاج دار السك إلى 100000 سلسلة سنويًا، ويرجع ذلك أساسًا إلى نقص النحاس. إنتج التزوير باستخدام سبائك الرصاص والقصدير.
نظرًا لحقيقة أن هذا المنتج استمر في الإنتاج لمدة قرنين من الزمان بواسطة دور سك العملة المختلفة في جميع أنحاء الصين، فهناك عدة مئات من أنواع Kaiyuan Tongbao التي يمكن تمييزها عن بعضها البعض بسبب الاختلافات الطفيفة.
يمكن تحديد وقت سك عملات كايوان تونغباو النقدية التي سكت لأول مرة حتى ذروة فترة تانغ، والإصدارات المبكرة يمكن أن تُنسب بدقة شديدة إلى وقت سكها، كما تثبت الأدلة الأثرية من مقابر عصر تانغ أن الضربة الأولى من الحرف "元" أقصر من الإصدارات اللاحقة، ولهذا السبب يشار إلى هذه العملات باسم إصدارات "اليوان القصير" (短一元، duǎn yī yuán ). كمية أقل من عملات كايوان تونغباو النقدية المبكرة هذه مصنوعة مما يسميه الصينيون "النحاس الأبيض" (白銅، bái tóng ) ويشار إليها لاحقًا باسم "عملات النحاس الأبيض/بايتونغ كايوان تونغباو" (白銅開元通寶 báitóng kāiyuán tōng bǎo) اليوم، ومع ذلك، خلال عهد أسرة تانغ نفسها، أُطلق عليها لقب "العملات النقية" (青錢، qīng qián) والذي أصبح أيضًا أساسًا للقب (外號) "عالم العملات النقي" (青錢學士 qīng qián xué shì) الذي أُطلق على الإمبراطور غاوزونغ حيث قيل إن كتاباته تشبه العملات المعدنية.
توجد أيضًا عملات نقدية من نوع كايوان تونغباو تتميز بعلامة خطها الأفقي الثاني، باستثناء النوع الأول، فهذه العملات الأخرى نادرة جدًا. يمكن تمييز الإصدارات التالية من عملة كايوان تونغباو من خلال العلامة الخطية الأفقية الثانية (أو "الكتف") لحرف "元":
| الاسم الإنجليزي (اللقب)      | الصينية التقليدية | الصينية المبسطة | السمة المميزة                    | صورة |
| ---------------------------- | ----------------- | --------------- | -------------------------------- | ---- |
| الكتف الأيسر كاييوان تونغباو | 左挑開元通寶      | 左挑開元通宝    | "الكتف" الأيسر يتجه نحو الأعلى.  |      |
| الكتف الأيمن كاييوان تونغباو | 右挑開元通寶      | 右挑開元通宝    | "الكتف" الأيمن يتجه نحو الأعلى.  |      |
| كتفين كاييوان تونغباو        | 雙挑開元通寶      | 双挑開元通宝    | كلا "الكتفين" يتجهان نحو الأعلى. |      |
| لا الكتف كاييوان Tongbao     | 不挑開元通寶      | 不挑開元通宝    | لا يتجه أي "كتف" إلى الأعلى.     |      |

تتميز عملات كايوان تونغباو النقدية أيضًا بخصائص مميزة على ظهرها، ويمكن أن تشمل هذه الأهلة التي حدثت وفقًا للأسطورة عندما ضغطت الإمبراطورة تشانغسون أو الإمبراطورة تايمو أو في بعض إصدارات القصة يانغ غويفي ظفرها في عينة من عملة كايوان تونغباو المصنوعة من الشمع. تزعم مصادر أخرى أن الأهلة أضيفت بسبب التأثير الأجنبي. يُعتقد على نطاق واسع اليوم أن هذه الأهلة كانت علامات الجودة التي تستخدمها دور السك المختلفة.
بخلاف الهلال، كان هناك العديد من عملات كايوان تونغباو ذات الزخارف العكسية الأخرى، بما في ذلك:
| الاسم الإنجليزي (اللقب)          | الصينية التقليدية | الصينية المبسطة | السمة المميزة                  | صورة |
| -------------------------------- | ----------------- | --------------- | ------------------------------ | ---- |
| هلال القمر كاييوان تونغباو       | 月紋開元通寶      | 月纹開元通宝    | يوجد هلال على ظهرها.           |      |
| النجمة الحامل كاييوان تونغباو    | 孕星開元通寶      | 孕星開元通宝    | يوجد نقطة على ظهرها.           |      |
| الأقمار المزدوجة كاييوان تونغباو | 雙月開元通寶      | 月纹開元通宝    | يحتوي على هلالين على ظهره.     |      |
| النجم والقمر كاييوان تونغباو     | 星月開元通寶      | 星月開元通宝    | يحتوي على هلال ونقطة على ظهره. |      |
| الغيوم الميمونة كاييوان تونغباو  | 雲紋開元通寶      | 纹開元通宝      | يوجد سحب على ظهرها.            |      |
| 3 أقمار كاييوان تونغباو          | 波紋開元通寶      | 波纹開元通宝    | يحتوي على 3 أهلة على ظهره.     |      |
| 4 أقمار كاييوان تونغباو          | 雲紋開元通寶      | 四月開元通宝    | يحتوي على 4 أهلة على ظهره.     |      |
| 4 نجوم كايوان تونجباو            | 四星開元通寶      | 四星開元通宝    | يحتوي على 4 نقاط على ظهره.     |      |

يمكن التعرف بسهولة على عملات Kaiyuan Tongbao المبكرة بسبب الأحرف المقطوعة بعمق والتي لا تلمس حافة العملة أبدًا، وتسمى "منفصلة عن الحافة" عملات Kaiyuan Tongbao ((بالصينية المبسطة: 隔轮開元通宝؛ بالصينية التقليدية: 隔輪開元通寶؛ البينيين: gélún kāiyuán tōng bǎo))، بينما يميل ظهر هذه العملات إلى أن يكون له حواف موحدة وواضحة. غالبًا ما تحتوي المتغيرات اللاحقة من Kaiyuan Tongbao على فائض من المعدن بين ضربات أحرف Hanzi وحتى المتغيرات اللاحقة لها أحرف ذات ضربات طويلة جدًا بحيث تلامس الحافة، وفي الوقت نفسه تميل الحواف على الجانب الخلفي من عملات Kaiyuan Tongbao هذه إلى أن تكون غير منتظمة ومسطحة نسبيًا.

## عصر Huichang العملات النقدية Kaiyuan Tongbao
Huichang Kaiyuan Tongbao ((بالصينية المبسطة: 会昌開元通宝؛ بالصينية التقليدية: 會昌開元通寶؛ البينيين: huìchāng kāiyuán tōng bǎo)) ) العملات النقدية هي سلسلة من عملات Kaiyuan Tongbao التي إنتجت في عهد الإمبراطور Wuzong الذي كان طاويًا متدينًا واستخدم اسم عصر حكم huìchāng (會昌)، خلال السنة الخامسة من هذه الحقبة (845) أمر الإمبراطور Wuzong بسك عملات معدنية جديدة تحمل نقش Kaiyuan Tongbao لتصنع من البرونز المكتسب عن طريق صهر التماثيل المصادرة وأجراس النحاس والأجراس ومباخر البخور وغيرها من العناصر النحاسية من المعابد البوذية. كانت هذه الدار المحلية للسك العملة تحت سيطرة حكام المقاطعات. يذكر تاريخ تانغ الجديد أن لي شين حاكم مقاطعة هواينان طلب من الإمبراطورية أن تسك عملات معدنية تحمل اسم المحافظة التي سكت فيها، و اتفق على ذلك. اختلفت عملات كايوان تونغباو النقدية هذه عن المتغيرات السابقة نظرًا لحقيقة أنها كانت تحمل حرف تشانغ (昌) على جانبها الخلفي، ثم تبنت دور سك النقود الأخرى في الصين هذا وسرعان ما أنتجت 23 دار سك عملات كايوان تونغباو بعلامات سك النقود الخاصة بها. كما أن عملات هويتشانغ كايوان تونغباو ذات صنعة أقل جودة مقارنة بالعملات السابقة وهي صغيرة الحجم. عندما اعتلى الإمبراطور شوانزونغ العرش في عام 846، عكست السياسة المذكورة أعلاه، و إعيد صياغة العملات الجديدة لصنع تماثيل بوذية.
يمكن العثور على علامات سك النقود التالية على عملات هويتشانج كايوان تونغباو النقدية:
| علامة سك النقود (الصينية التقليدية) | علامة سك النقود (الصينية المبسطة) | بينيين | مكان الإصدار | الصورة |
| ----------------------------------- | --------------------------------- | ------ | ------------ | ------ |
| 昌                                  | 昌                                | Chāng  | هويتشانغ     |        |
| 京                                  | 京                                | Jīng   | جينغزو       |        |
| 洛                                  | 洛                                | Luò    | لويانغ       |        |
| 益                                  | 益                                | Yì     | ييتشو        |        |
| 荊                                  | 荆                                | Jīng   | جينغزو       |        |
| 襄                                  | 襄                                | Xiāng  | شيانغتشو     |        |
| 藍                                  | 蓝                                | Lán    | لانتيان      |        |
| 越                                  | 越                                | Yuè    | يوتشو        |        |
| 宣                                  | 宣                                | Xuān   | شوانتشنغ     |        |
| 洪                                  | 洪                                | Hóng   | هونغتشو      |        |
| 潭                                  | 潭                                | Dǎn    | تشانغشا      |        |
| 兗                                  | 兖                                | Yǎn    | يانتشو       |        |
| 潤                                  | 润                                | Rùn    | جيانغسو      |        |
| 鄂                                  | 鄂                                | È      | ايتشو        |        |
| 平                                  | 平                                | Píng   | بينجتشو      |        |
| 興                                  | 兴                                | Xīng   | شينغ يوان    |        |
| 梁                                  | 梁                                | Liáng  | ليانغتشو     |        |
| 廣                                  | 广                                | Guǎng  | غوانجو       |        |
| 梓                                  | 梓                                | Zǐ     | دونغتشاون    |        |
| 福                                  | 福                                | Fú     | فوزهو        |        |
| 桂                                  | 桂                                | Guì    | قوييانغ      |        |
| 丹                                  | 丹                                | Dān    | دان تشو      |        |
| 永                                  | 永                                | Yǒng   | يونغتشو      |        |

## عملات صدفة السلحفاة
13 عملة سلحفاة كايوان تونغباو ( (بالصينية التقليدية: 玳瑁幣؛ بالصينية المبسطة: 玳瑁币؛ البينيين: Dàimào bì) اكتشف بي المصنوعة من صدفة سلحفاة بحرية منقار الصقر في معبد فامن عام 1987. في عام 1987 اكتشف عدد كبير من الكنوز التي يعود تاريخها إلى فترة أسرة تانغ في الموقع. من بين أكثر من 27000 عملة نقدية عثر عليها في المعبد كان هناك 13 عملة نقدية من صدفة سلحفاة تحمل نقش كايوان تونغباو، ويبلغ قطرها 2.75 سم، وسمكها 0.06 سم، ووزنها 24.8 جرامًا.
في البوذية، تعد أصداف السلاحف من بين الكنوز السبعة، وربما صُنعت هذه العملات النقدية لإحياء ذكرى مناسبة خاصة للغاية. من المحتمل أن يكون ذلك بأمر من إمبراطور أسرة تانغ لتكريم قطعة أثرية مقدسة لبوذا غوتاما التي كانت تقع في معبد فامن. لعدم وجود أي ذكر لعملات كايوان تونغباو النقدية المصنوعة من أصداف السلاحف في أي سجلات أو نصوص تاريخية، فقد فوجئ علماء الآثار وعلماء العملات الصينيون بهذا الاكتشاف. ويشير الخبراء إلى أن عدد العملات (13) يعتبر ميمونًا في البوذية، وقد يكون ذلك مرتبطًا بحقيقة وجود 13 عملة من أصداف السلاحف. وينعكس هذا أيضًا في وجود 13 طائفة في البوذية الماهايانا الصينية، و13 طابقًا في قصر بوتالا التبتي وأن معبد فامن (حيث عثر على العملات المعدنية) كان به أيضًا 13 طابقًا.
اعتبارًا من عام 2021، كانت هذه أقدم عملات صدفية السلاحف المعروفة التي عثر عليها في أي مكان في العالم.

## متغيرات أخرى
| الوصف | الصورة |
| --- | ------ |
| هناك عملة نقدية من الرصاص من نوع كايوان تونغباو غير مؤكدة الإسناد (إما أنها من إنتاج ما تشو أو هان الجنوبي). في حين أن عملات كايوان تونغباو النقدية في فترة أسرة تانغ كانت تميل إلى أن تكون عملات معدنية من سبائك النحاس ذات حجم موحد مع نقوش بالخط الكتابي، فإن هذه العملات النقدية الرصاصية عادة ما تكون سيئة الصب مع أحرف غير منتظمة للغاية ومكتوبة بشكل سيئ. علاوة على ذلك، فإن هذه العملات الرصاصية أصغر وأرق وأخف وزنًا من كايوان تونغباو الأصلية وتحتوي على ثقوب مركزية مربعة أكبر مما يشير إلى أنها تحتوي على معدن أقل من العملات الأصلية التي كانت تستند إليها. فرق ملحوظ آخر بين عملات كايوان تونغباو النقدية الأصلية المصنوعة من سبائك النحاس من أسرة تانغ وعملات كايوان تونغباو النقدية الرصاصية المصنوعة لاحقًا هو أن نقش الإصدارات الرصاصية يُقرأ عكس اتجاه عقارب الساعة (أعلى، يسار، أسفل، يمين) على عكس العملات الأصلية التي تُقرأ من أعلى إلى أسفل، من اليمين إلى اليسار. علاوة على ذلك، فإن الطريقة التي تُكتب بها هذه الأحرف غير تقليدية أيضًا مع كتابة الحرف الأول Kai (開، "مفتوح") رأسًا على عقب، و تدور Yuan (元، "أساسي"، "بداية") إلى اليمين بحيث يواجه الجزء العلوي من هذا الحرف في الواقع فتحة المربع المركزي، و تدور Tong (通، "للتداول") إلى اليسار مع مواجهة الجانب الأيمن من الحرف لفتحة المربع المركزي، ويكتب الحرف الرابع، Bao (寶، "كنز") رأسًا على عقب. |        |
| هناك عملة نقدية من سبائك النحاس يُفترض أنها صُنعت بعد انهيار سلالة تانغ، تحمل نقش "كايوان تشونغباو" (開元重寶)، ولا يُعرف أصلها الدقيق، إذ يُحتمل أنها كانت تميمة أو نسخة يابانية صُنعت لاحقًا. بيعت إحدى هذه العملات في عام 2011 في مزاد "تشاينا جارديان" بحوالي 925 دولارًا. تُعد "كايوان تشونغباو" عملة نقدية مصنوعة من سبائك النحاس جيدة الصنع نسبيًا، ونقشها مكتوب بأحرف موحدة إلى حد كبير، ولا يختلف حجمها إلا قليلاً. يبلغ قطرها 33 مم، مقارنةً بقطر "كايوان تونغباو" الأصلية الذي يبلغ 24 مم، ويرجع ذلك على الأرجح إلى أن قيمة عملات "تشونغباو" النقدية آنذاك كانت 10 ون، بينما كانت قيمة عملات "تونغباو" النقدية 1 ون فقط. |        |
| هناك عملة نقدية من الرصاص من نوع كايوان تشونغباو (開元重寶) والتي بدلاً من أن تحمل شخصية باو (寶) لديها صورة سيسي (سبائك الفضة والذهب) على جانبها الأيسر. توضح شكل السيسي بالشكل الأكثر شيوعًا حتى يتمكن الصينيون من التعرف عليها بسهولة، حيث كانت السيسي شكلاً من أشكال العملة ذات القيمة العالية جدًا، وبالتالي فإنها تمثل "كنزًا" وستحل محل الكلمة الفعلية بسهولة، مما يعني أنه يمكن للناس التعرف عليها بسهولة. الأصول الفعلية لعملة "كايوان تشونغسيسي" هذه غير واضحة، فقد عثر عليها في نفس المنطقة التي وجدت فيها عملات كايوان تونغباو النقدية الأخرى من الرصاص ومن المرجح أنها صنعت إما من قبل ما تشو أو تانغ الجنوبية. |        |
| هناك نسخة فريدة من نوعها صُنعت لاحقًا من Kaiyuan Tongbao تحمل نقش Kaiyuan Zhongtong (開元通重)، وهذا النقش غير عادي تمامًا لأن الحرف "Tong" (通) يشير عادةً إلى أن العملة النقدية لها فئة 1 ون، بينما يعني الحرف "Zhong" (重) عادةً أن قيمة العملة النقدية كانت 10 ون. يعتقد الشخص الذي يمتلك هذه العملة النقدية الفريدة أن من صنع قالب العملة النقدية كان على الأرجح مهملاً واستخدم عن طريق الخطأ "重" بدلاً من "寶" ويتكهن بأن Kaiyuan Zhongtong قد تكون أقدم عينة معروفة لأي عملة نقدية صينية بها مثل هذا الخطأ الكتابي الذي اكتشف. إذا إنتجت Kaiyuan Zhongtong بسبب خطأ في إنتاج قالبها، فلم يلاحظ أحد في وقت إنتاجها أو يبدو أنه يهتم بنقشها، على الرغم من أنه من المحتمل أن عددًا صغيرًا فقط من العملات النقدية التي تحمل هذا النقش صبت من القالب حيث عثر على عينة واحدة فقط (اعتبارًا من عام 2021). |        |

## أرقام سك العملة
بلغ الحد الأقصى للإنتاج السنوي من دور سك العملة في عهد أسرة تانغ 327000 سلسلة (327000000 عملة نقدية).

## عملات معدنية مزيفة
عملات نقدية مزيفة ((بالصينية التقليدية: 惡錢؛ بالصينية المبسطة: 恶钱؛ البينيين: È qián؛ بالترجمة الحرفية 'Bad money') كانت العملات النقدية المزيفة منتشرة على نطاق واسع خلال فترة أسرة تانغ، وكانت عملات كايوان تونغباو النقدية المزيفة ذات جودة رديئة، وكانت أخف وزنًا أو مصنوعة من سبائك تحتوي على نسب أكبر من المعادن الرخيصة، مثل الحديد والرصاص، مما يقلل من القيمة الجوهرية للعملات النقدية المتداولة. يزعم كتاب تانغ القديم أن منطقة جيانغهواي، ومنطقتي العاصمة (تشانغآن ولويانغ)، ومنطقة خبي، ومنطقة نانلينغ كانت الأكثر تضررًا من العملات النقدية المزيفة. أثر إدخال وتداول العملات النقدية المزيفة سلبًا على الاقتصاد من خلال التسبب في التضخم وتقليل الاستقرار الاجتماعي.
يعود ظهور تزوير العملات المعدنية في الصين إلى تطور اقتصاد السلع وندرة المال. ساد تزوير العملات النقدية بسبب عدد من العوامل، تستند في المقام الأول إلى الطلب في السوق على المال، في حين كان إنتاج العملات النقدية الرسمية مقيدًا بالتكاليف الباهظة المرتبطة بتصنيعها. لم تتأثر تكلفة الصب بتكاليف الإنتاج مثل حجم الوقود والقوى العاملة فحسب، بل تأثرت أيضًا بتكاليف الاستحواذ المتعلقة بندرة النحاس، بالإضافة إلى تكلفة النقل. خلقت كل هذه العوامل حافزًا للسوق لإنتاج عملات نقدية مزيفة لتلبية الطلب على العملة.
حظرت حكومة سلالة تانغ صراحةً تزوير العملات واتخذت تدابير نشطة للقضاء على عملات كايوان تونغباو النقدية السيئة التي إنتجت بشكل غير قانوني. وعلى الرغم من جهودهم، أثبتت الحملة على العملات النقدية المزيفة أنها غير ناجحة إلى حد كبير. وعلى الرغم من اللوائح الرسمية التي تتطلب من دور سك العملة الحكومية صب عملات نقدية ذات محتوى نحاسي مرتفع، فإن فحوصات التركيب الكيميائي للعملات النقدية الرسمية لكايوان تونغباو تكشف عن محتوى أعلى من القصدير والرصاص لا يتطابق مع تركيبات السبائك الرسمية المذكورة في السجلات التاريخية. كشف تحليل عام 2004 أن العملات النقدية الرسمية لكايوان تونغباو كانت في المتوسط 70.21٪ نحاس و17.85٪ رصاص و8.64٪ قصدير، افترض الباحثون أن العملات النقدية المزيفة كانت على الأرجح تلك التي تحتوي على نسبة عالية من الرصاص بشكل استثنائي (>36٪ وزناً). يعتقد الباحث ليو من الجمعية الصينية لعلم العملات أن اللوائح الحكومية التي تتطلب نسبة عالية من النحاس في السبائك الرسمية قدمت فقط للحد من تزوير العملات النقدية.

## النفوذ خارج الصين

### اليابان
صممت العملة اليابانية "فوهونسن" ولاحقًا عملة وادوكايتشين على غرار عملة كايوان تونغباو في عهد أسرة تانغ باستخدام خط مماثل.

### صغديا

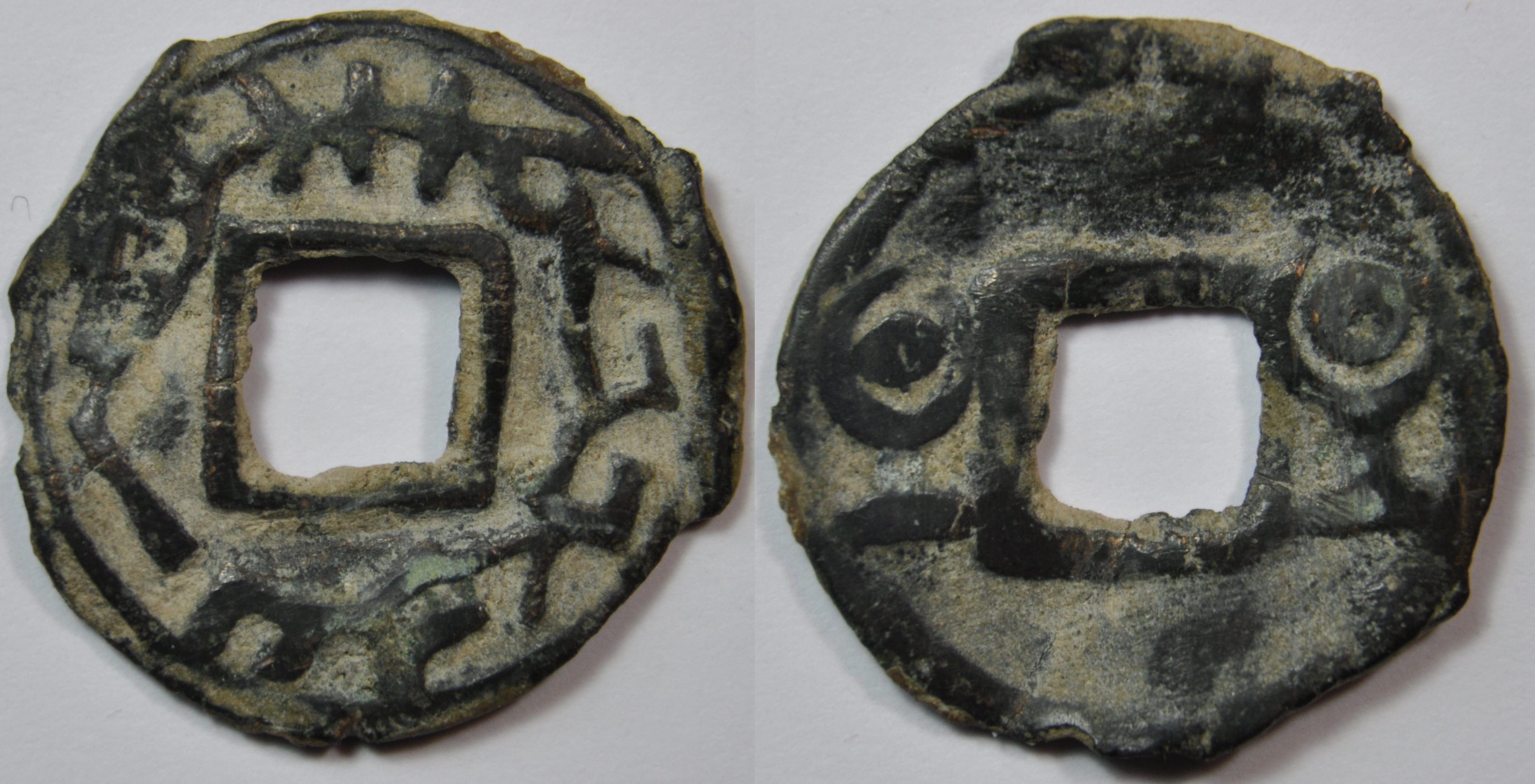
عملة نقدية صغدية.

أثناء الحفريات في المدن التاريخية السغدية أفراسياب (سمرقند القديمة) وبنجكنت اكتشف عدد كبير من العملات السغدية، وقد أدرجت عالمة العملات السوفيتية سميرنوفا في كتالوجها عن العملات السغدية من عام 1573 المنشور في عام 1981 عددًا كبيرًا من العملات، وكان العديد منها يعتمد على عملات كايوان تونغباو. تميل العملات السغدية إلى أن تُنتج بشكل مستقل من قبل كل مدينة وتحتوي على علامات سك قبلية تُعرف باسم "تامغا"، استخدمت بعض المدن عملات معدنية تعتمد على العملات الفارسية (التي شكلت 13.2٪ من المتغيرات المعروفة)، بينما فضل البعض الآخر العملات النقدية الصينية التي تأثرت بالامتداد الغربي لسلالة تانغ خلال القرن السابع (شكلت العملات النقدية أيضًا غالبية العملات السغدية وتمثل 86.7٪ من جميع المتغيرات المعروفة)، بالإضافة إلى العملات الهجينة التي تتميز بصورة تعتمد على ثقب مربع على أحد جانبي العملة وصورة للملك على الجانب الآخر (شكلت هذه 0.7٪ من المتغيرات المعروفة).
حتى أن عددًا من العملات الصغدية تحاكي نقش كايوان تونغباو مباشرةً، ولكن على ظهرها نُقش تامغا صغدي على الجانب الأيمن أو الأيسر من الثقب، بالإضافة إلى كلمة "سيد" الصغدية. في العصر الحديث، يُقلّد مزورون في هونغ كونغ هذه العملات بأعداد كبيرة، وقد ثبت أن هذه العملات المزيفة يصعب تمييزها عن العملات الأصلية، وهي متوفرة بكثرة.

### فيتنام
تميل العملات النقدية الفيتنامية المنتجة من سلالة دينه حتى أواخر سلالة تران إلى الاعتماد بشكل كبير على العملات النقدية الصينية كايوان تونغباو، ومن الأمثلة على ذلك العملات النقدية من عصر سلالة لي ثين تو نجوين باو (天資元寶) المصبوبة في عهد الإمبراطور لي كاو تونغ والتي تستخدم نمطين متميزين من الخط الصيني، أحدهما أسلوب سلالة لي الأصلي والآخر يعتمد على كايوان تونغباو، وغالبًا ما ينسخ الحرف الصيني "نجوين" (元) على العملات الفيتنامية القديمة مباشرة من عملات كايوان تونغباو الصينية، وخاصة كيفية تحرك الخطاف الأيسر للحرف لأعلى، على الرغم من أن المتغيرات من الأحرف في "الأنماط الفيتنامية الخالصة" صبت في وقت واحد. كما هو الحال مع العديد من عملات كايوان تونغباو النقدية، كانت العديد من هذه العملات النقدية الفيتنامية القديمة تُضاف إليها هلالات أو علامات سكّ عكسية، والتي غالبًا ما كانت مُستعارة بالكامل من أسلوب الخط الخاص بها. جميع العملات النقدية الفيتنامية القديمة التي تحمل نقشًا عكسيًا مستوحاة من كايوان تونغباو.

## التأثير الحديث
- تظهر عملة كايوان تونغباو النقدية على الجانب الخلفي من ورقة نقدية من هونغ كونغ عام 2010 أصدرها بنك ستاندرد تشارترد بقيمة اسمية تبلغ 1000 دولار.[17][18]

- في عام 2013، شُيّد تمثال لعملة كايوان تونغباو بقطر 24 مترًا (78.7 قدمًا) وسمك 3.8 مترًا (12.5 قدمًا) لعرضه في منتزه باوشان الوطني للتعدين (宝山国家矿山工园) الترفيهي في محافظة قوييانغ في تشنجو، هونان. يُبرز التمثال عملة كايوان تونغباو من هويتشانغ تحمل علامة سك العملة غوي (桂).[19][20]

- يوجد باب على شكل كايوان تونغباو يبلغ ارتفاعه 10 أمتار ويقع على جسر في منطقة جيانجشيا في ووهان، خوبي.[21][22]